# Umhlanga

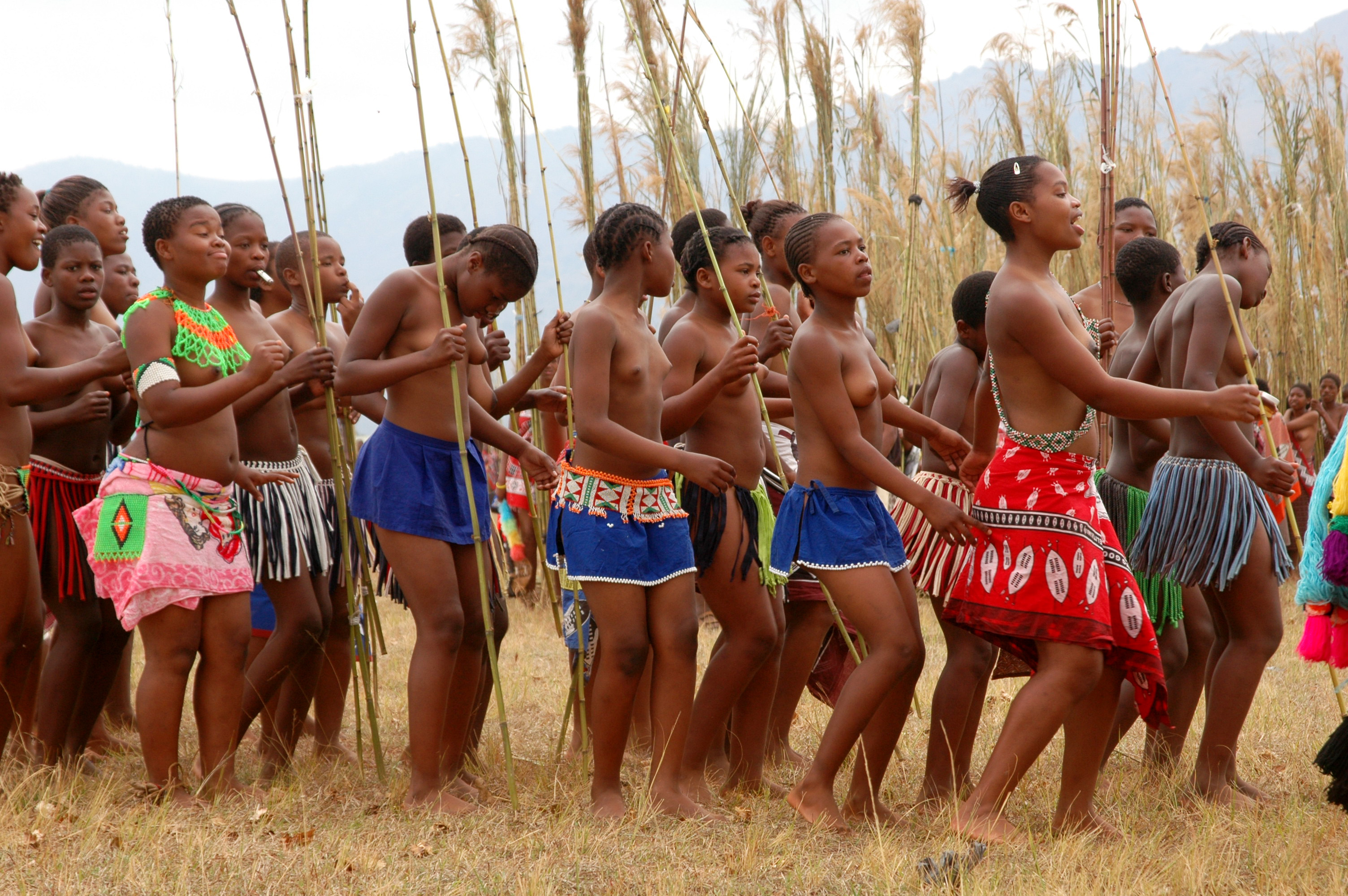

Umhlanga é uma espécie de cerimônia ritual na qual jovens de Essuatíni dançam e se mostram para o monarca do referido país.